# 希良梨
希良梨（きらり、本名：豊元 希良梨（とよもと きらり）、1980年10月23日 - ）は、日本の元女優。台湾に本拠地を置くOFFICE303に所属。東京都生まれ、沖縄県育ち。血液型はA型。2023年はじめからはメキシコ・メキシコシティ在住。

## 来歴
研音所属前は「神咲りさ」の芸名で『はなきんデータランド』（テレビ朝日系）などに出演。
研音に移籍した1997年にフジテレビ系ドラマ『ギフト』で女優デビュー。1999年、kirari名義でシングル「Last Piece」で歌手デビューした。この歌は自身が前年に出演したドラマ『GTO』（関西テレビ制作・フジテレビ系）のアニメ版（フジテレビ系）の初代EDに使用された。2000年、「Toy Soldiers」がTBS系ドラマ『QUIZ』のEDとして使われる。
2000年、子宮頸癌に罹患したため、シングル「living love」のリリースとロッテのCMの出演を最後に休業し治療に専念する。2003年に一旦復帰したが、その後再び活動を休止し世界各国の学校に通うなど色々な国を転々とする。
その後台湾に活躍の場を移し、モデルやCM出演を中心に活躍。2008年に台湾で芸能関係の仕事をする台湾人男性と結婚した。2度の流産を乗り越え、2009年、第一子（長男）を出産。
2012年には子供が日本と台湾を自由に行き来できるよう、家族で日本に帰国。
2014年、約10年ぶりに日本のテレビ番組に出演。
2015年1月、大手ニュースサイトの独占インタビューで芸能活動再開を正式に発表し、1日に500万アクセスという異例の話題となり、台湾版Yahoo!・芸能面トップニュースとして取り上げられる。それを受け台湾と香港の多くのメディアが活動再開を報じた。
6月には、15年ぶりに歌手活動を再開。新曲「七色のヒカリ-Colors of the Human Race-」を発表した。この曲は自身がイメージキャラクターに起用された「多文化おもてなしフェスティバル」のテーマソングとなっている。
同年、台湾行政により日本で開催されたイベント、台湾エクセレンス2015にゲスト出演、ライブパフォーマンスとトークショーを行い台湾ブランドの魅力を日本に向けアピール、また台湾では沖縄県がファッション誌Vogue Taiwanとコラボレーションしたイベントにスペシャルゲストとして登場し自身が育った沖縄の観光PRをするなど、活動の幅を広げている。
2021年4月、渋谷クロスFMで坂田敦宏プロデュースによる冠番組『希良梨のあなたの人生の光 〜自分の道を歩く人たち〜』をスタート。同年9月に終了。
2024年9月21日、がんを公表。10月17日、手術の結果を報告。12月13日、再手術。同月19日、前年に離婚していたことを公表。25日、退院を報告。
2025年1月1日、新たな恋人の存在を明かす。希良梨本人と同じ生年月日の日本人男性実業家で、血液型もイニシャルも同じなのだという。
2025年1月18日、がんが骨盤リンパ節へ転移し、ステージ3と診断されたことを報告。抗がん剤治療を受けることを明かした。3月14日、抗がん剤の副作用で髪の毛が抜け落ちてきたため坊主頭にした姿を公開。6月29日、6クール目の抗がん剤治療を終え、退院したことを報告した。7月12日、芸能界引退を発表した。8月14日、CT検査の結果、がんの転移も再発もなかったと診断されたことを報告。

## 出演作品

### テレビドラマ
- 金曜ドラマ ジューン・ブライド 第2章（1995年4月21日、TBS）(神咲りさ時代)
- 友達の恋人 第1話・第8話・第9話（1997年4月10日・5月29日・6月5日、TBS）
- ギフト 第1話（1997年4月16日、フジテレビ） - 奈留崎香織 役
- おそるべしっっ!!!音無可憐さん（1998年1月5日 - 3月16日、テレビ朝日） - 荒井美智留 役
- GTO（1998年7月7日 - 9月22日、関西テレビ・フジテレビ系） - 水樹ナナコ 役
- 可愛いだけじゃダメかしら?（1999年1月11日 - 3月15日、テレビ朝日） - 小島エミ 役
- GTOドラマスペシャル（1999年6月29日、関西テレビ・フジテレビ系） - 水樹ナナコ 役

### バラエティ
- はなきんデータランド（神咲りさ時代）
- 生きるを伝える（2016年、テレビ東京）
- 爆報! THE フライデー（2016年、TBS）
- 人生が変わる1分間の深イイ話（2016年、日本テレビ）

### 映画
- ラブ&ポップ（1998年1月9日、ラブ＆ポップ制作機構） - 野田知佐 役

### ラジオ
- Kirari's Talking Kira-Ridim（TOKYO FM）
- 希良梨のあなたの人生の光 〜自分の道を歩く人たち〜（2021年4月22日 - 9月23日、渋谷クロスFM）

### CM
- エステー化学（現 エステー）「シャルダンハーブ」
- 花王「ビオレ洗顔フォーム」
- ロッテ「TOPPO」「パイの実」

### CM（台湾）
- MITSUBISHI MOTORS台湾
- TOSHIBA 携帯電話
- RIVON喜餅
- EPSON台湾
- 北の達人コーポレーション 20年ほいっぷ

## CD

### シングル
|     | リリース日 | タイトル     | カップリング（カラオケ除く）                                | 備考                                                        |
| --- | ---------- | ------------ | ----------------------------------------------------------- | ----------------------------------------------------------- |
| 1st | 1999.9.1   | Last Piece   | Make Me Crazy / Last Piece (Fyre Wyre Remix:マキシ盤に収録) | フジテレビ系アニメ『GTO』エンディングテーマ。               |
| 2nd | 1999.11.26 | to be Lover  | Mind Kids                                                   |                                                             |
| 3rd | 2000.5.10  | Toy Soldiers | rebirth / Toy Soldiers （Todd'y Paris Daisy Mix）           | マルティカ (en:Martika) のカヴァー。TBSドラマ『QUIZ』主題歌 |
| 4th | 2000.9.27  | living love  | Better than nothing / living love （Groove That Step Mix）  |                                                             |